# Ovčárna (rybník)
Rybníček u samoty Ovčárna je malý lesní rybníček zhruba obdélníkovitého tvaru o rozloze asi 0,25 ha ležící v lese u samoty Ovčárna na katastrálním území obce Pěčice v okrese Mladá Boleslav. Je zakreslen již na mapovém listě č. 76 z I. vojenského mapování z let 1764–1783.

## Galerie

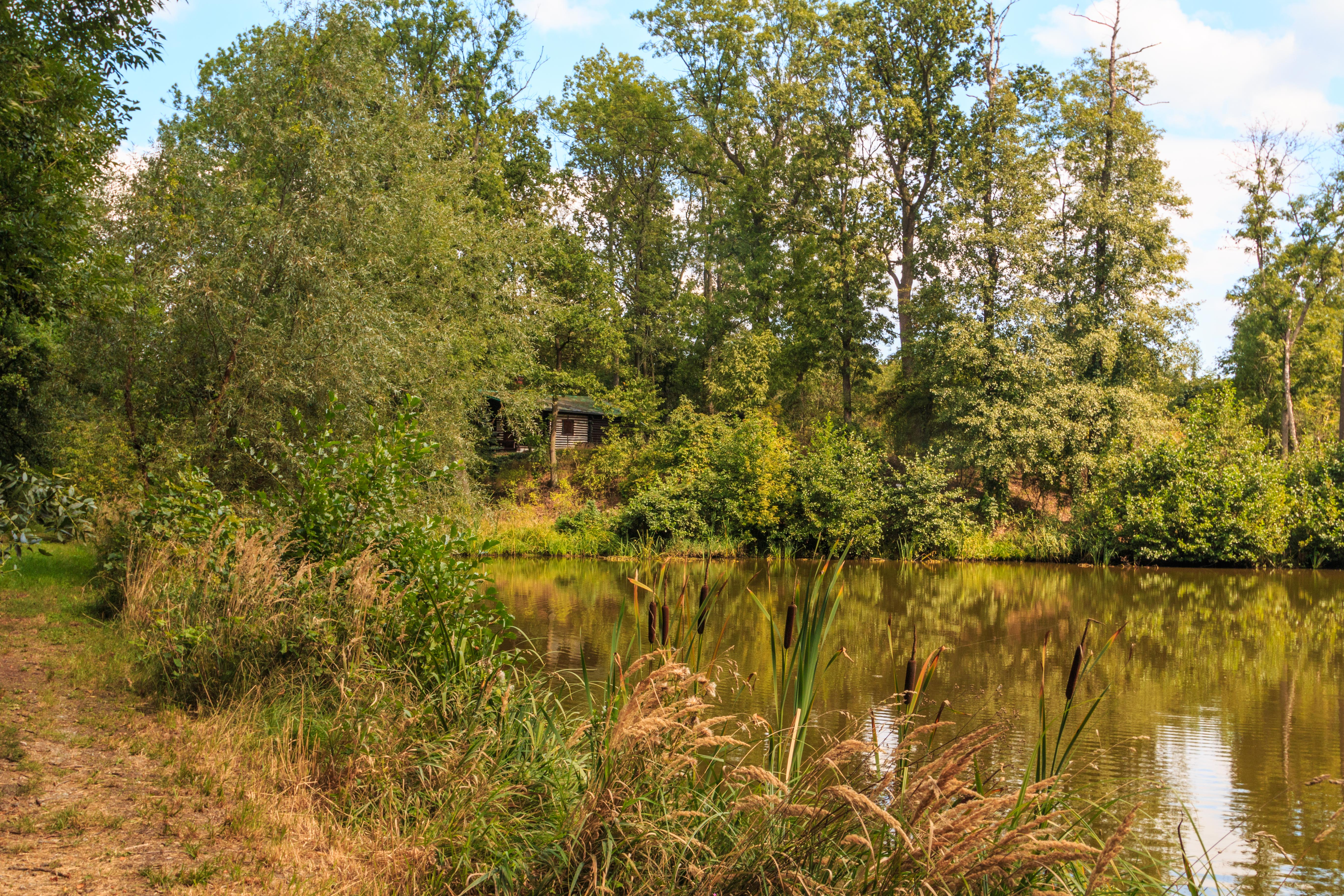
Pohled na rybníček u samoty Ovčárna
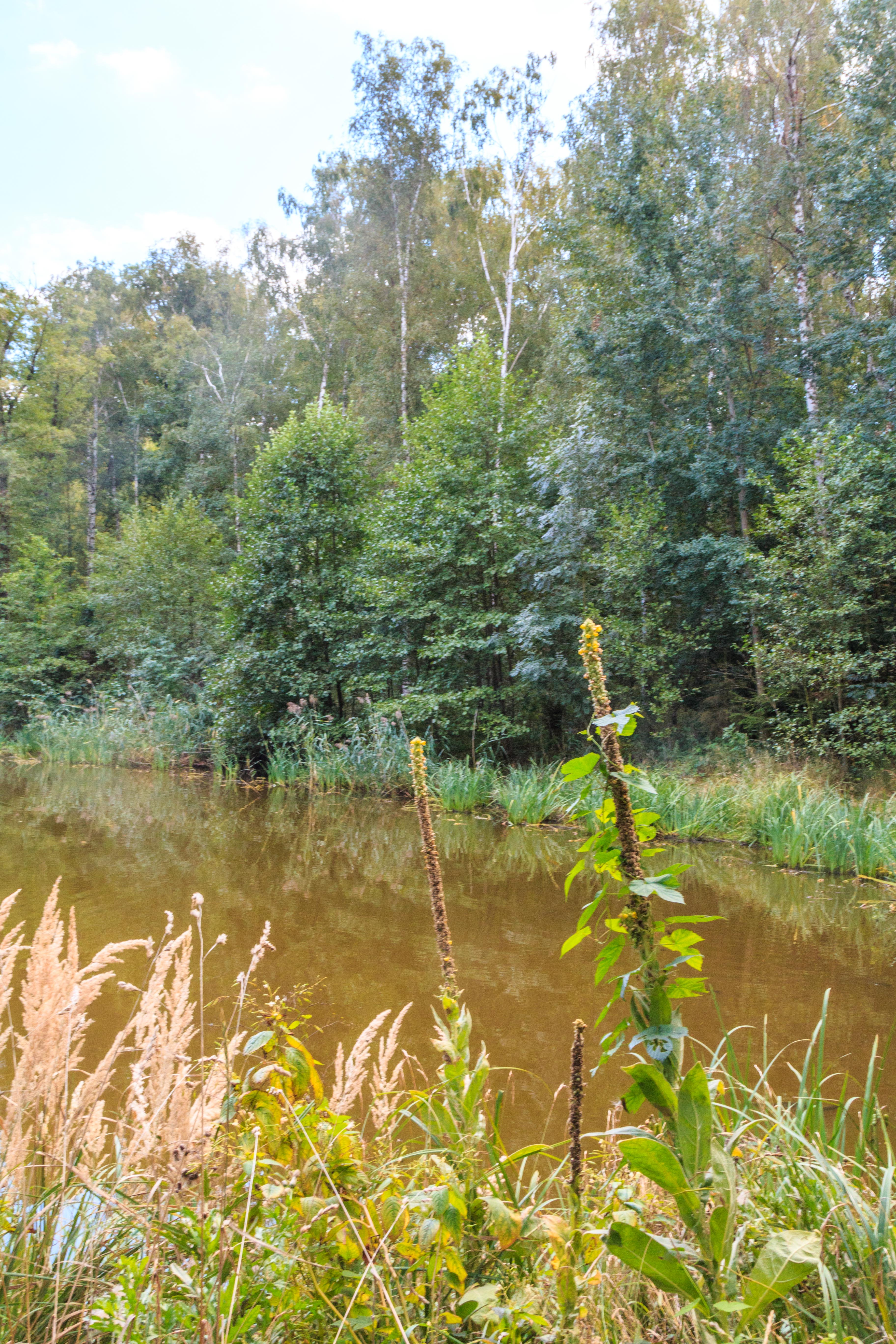
Pohled na rybníček u samoty Ovčárna
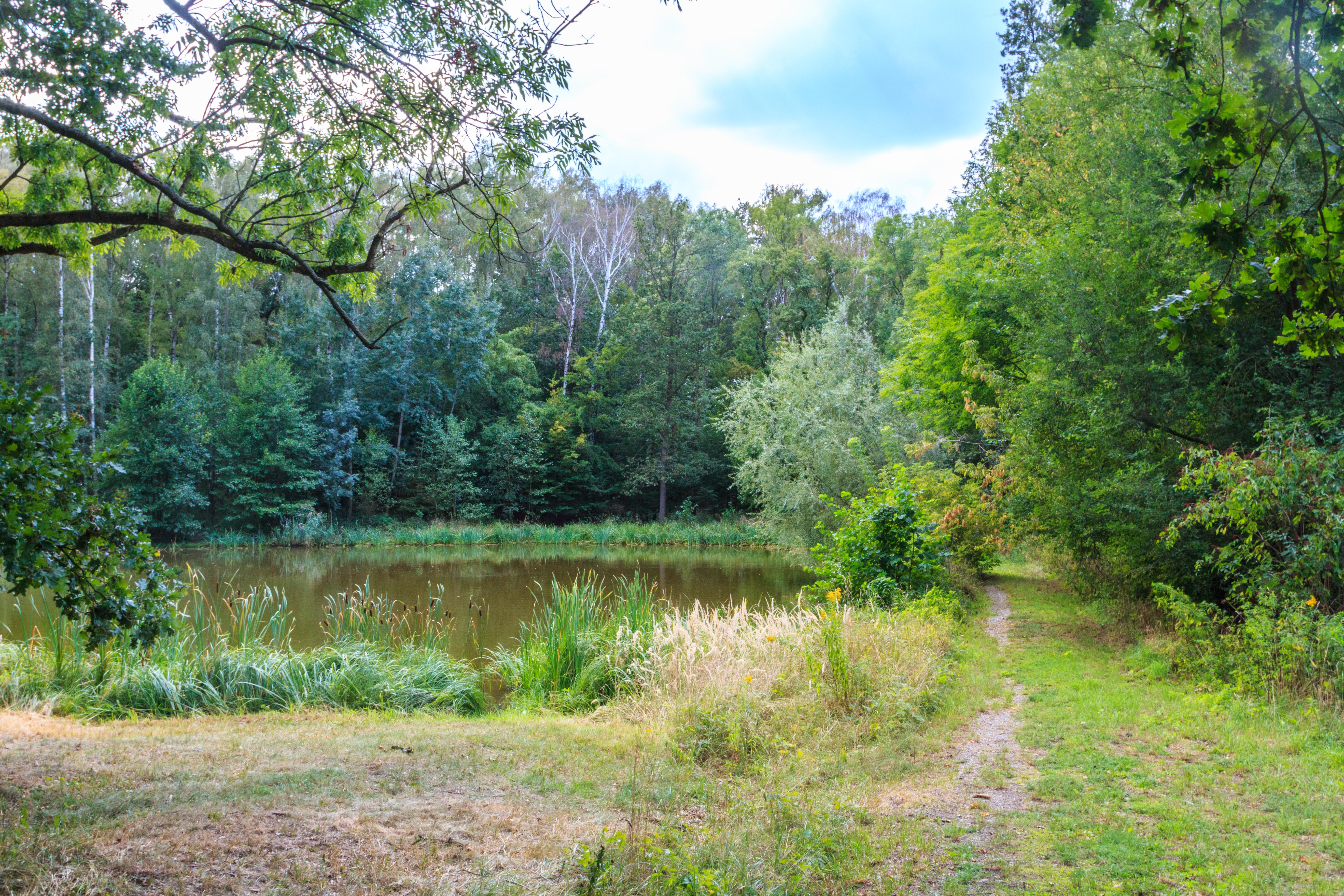
Pohled na rybníček u samoty Ovčárna